# Trichurus gorgonifer
Trichurus gorgonifer är en svampart som beskrevs av Bainier 1907. Trichurus gorgonifer ingår i släktet Trichurus och familjen Microascaceae.   Inga underarter finns listade i Catalogue of Life.